# Martín Correa
Bruno Martín Correa Araújo (Montevideo, Uruguay; 27 de julio de 1991) es un futbolista uruguayo. Juega de centrocampista.
Con paso por varios clubes de su país, y 10 temporadas jugadas en primera.

## Estadísticas
Actualizado al último partido disputado el 23 de octubre de 2022.
| Club                        | Div.          | Temporada     | Liga  | Liga  | Copas nacionales | Copas nacionales | Copas internacionales | Copas internacionales | Total | Total |
| Club                        | Div.          | Temporada     | Part. | Goles | Part.            | Goles            | Part.                 | Goles                 | Part. | Goles |
| --------------------------- | ------------- | ------------- | ----- | ----- | ---------------- | ---------------- | --------------------- | --------------------- | ----- | ----- |
| Wanderers · Uruguay         | 1.ª           | 2009-10       | 1     | 0     | 0                | 0                | —                     | —                     | 1     | 0     |
| Wanderers · Uruguay         | 1.ª           | 2010-11       | 1     | 0     | 0                | 0                | —                     | —                     | 1     | 0     |
| Wanderers · Uruguay         | Total club    | Total club    | 2     | 0     | 0                | 0                | 0                     | 0                     | 2     | 0     |
| Progreso · Uruguay          | 1.ª           | 2012-13       | 13    | 0     | 0                | 0                | —                     | —                     | 13    | 0     |
| Progreso · Uruguay          | Total club    | Total club    | 13    | 0     | 0                | 0                | 0                     | 0                     | 13    | 0     |
| Sud América · Uruguay       | 1.ª           | 2013-14       | 4     | 0     | 0                | 0                | —                     | —                     | 4     | 0     |
| Sud América · Uruguay       | Total club    | Total club    | 4     | 0     | 0                | 0                | 0                     | 0                     | 4     | 0     |
| Villa Teresa · Uruguay      | 2.ª           | 2013-14       | 8     | 1     | 0                | 0                | —                     | —                     | 8     | 1     |
| Villa Teresa · Uruguay      | Total club    | Total club    | 8     | 1     | 0                | 0                | 0                     | 0                     | 8     | 1     |
| Canadian · Uruguay          | 2.ª           | 2014-15       | 19    | 5     | 0                | 0                | —                     | —                     | 19    | 5     |
| Canadian · Uruguay          | Total club    | Total club    | 19    | 5     | 0                | 0                | 0                     | 0                     | 19    | 5     |
| Villa Española · Uruguay    | 2.ª           | 2015-16       | 19    | 3     | 0                | 0                | —                     | —                     | 19    | 3     |
| Villa Española · Uruguay    | 1.ª           | 2016          | 13    | 0     | 0                | 0                | —                     | —                     | 13    | 0     |
| Villa Española · Uruguay    | Total club    | Total club    | 32    | 3     | 0                | 0                | 0                     | 0                     | 32    | 3     |
| City Torque · Uruguay       | 2.ª           | 2017          | 27    | 7     | 0                | 0                | —                     | —                     | 27    | 7     |
| City Torque · Uruguay       | Total club    | Total club    | 27    | 7     | 0                | 0                | 0                     | 0                     | 27    | 7     |
| River Plate · Uruguay       | 1.ª           | 2018          | 20    | 4     | 0                | 0                | —                     | —                     | 20    | 4     |
| River Plate · Uruguay       | Total club    | Total club    | 20    | 4     | 0                | 0                | 0                     | 0                     | 20    | 4     |
| Defensor Sporting · Uruguay | 1.ª           | 2018          | 13    | 1     | 0                | 0                | 2                     | 0                     | 15    | 1     |
| Defensor Sporting · Uruguay | 1.ª           | 2019          | 27    | 4     | 0                | 0                | 2                     | 0                     | 29    | 4     |
| Defensor Sporting · Uruguay |               | 2021          | 17    | 1     | 0                | 0                | —                     | —                     | 17    | 1     |
| Defensor Sporting · Uruguay | 1.ª           | 2022          | 3     | 0     | 0                | 0                | —                     | —                     | 3     | 0     |
| Defensor Sporting · Uruguay | Total club    | Total club    | 60    | 6     | 0                | 0                | 4                     | 0                     | 64    | 6     |
| Liverpool · Uruguay         | 1.ª           | 2020          | 30    | 1     | 1                | 0                | 6                     | 3                     | 37    | 4     |
| Liverpool · Uruguay         | Total club    | Total club    | 30    | 1     | 1                | 0                | 6                     | 3                     | 37    | 4     |
| Cerrito · Uruguay           | 1.ª           | 2022          | 13    | 2     | 0                | 0                | —                     | —                     | 13    | 2     |
| Cerrito · Uruguay           | Total club    | Total club    | 13    | 2     | 0                | 0                | 0                     | 0                     | 13    | 2     |
| Albion · Uruguay            | 2.ª           | 2023          | 0     | 0     | 0                | 0                | —                     | —                     | 0     | 0     |
| Albion · Uruguay            | Total club    | Total club    | 0     | 0     | 0                | 0                | 0                     | 0                     | 0     | 0     |
| Total carrera               | Total carrera | Total carrera | 228   | 29    | 1                | 0                | 10                    | 3                     | 239   | 32    |

## Palmarés

### Títulos nacionales
| Título                      | Club      | País    | Año     |
| --------------------------- | --------- | ------- | ------- |
| Segunda División de Uruguay | Progreso  | Uruguay | 2012-13 |
| Supercopa Uruguaya          | Liverpool | Uruguay | 2020    |